# 早見優のアメリカンキッズ
『早見優のアメリカンキッズ』（はやみゆうのアメリカンキッズ）は、1988年10月3日から1994年4月1日まで、中京テレビ制作、日本テレビ系列で放送されていた教養バラエティ番組。

## 概要
早見優が司会を務めた英会話学習番組の第1弾である。早見と人形キャラクターが掛け合いをしながら番組は進行していた。英会話のほかにミニコントもあり、エンディングには「今日のひとこと」という締めのコーナーもあった。
本番組は早見が子供の頃に視聴していたアメリカの子供番組『セサミストリート』に影響を受けており、早見は同番組に倣って人形のプーピーとガリソンを自分の友達として扱うようディレクターに要望した。
特別企画を放送することもあり、花の万博開催期間中には「プーピー・ガリソンの大阪珍道中」を放送した。また、和田アキ子（罰ゲームと称して藁納豆の被り物を頭に付けていた）や萩原あきよし（よみうりテレビのアナウンサー）など、ごく稀にゲストが出演することもあった。
新聞テレビ欄では字数制限の関係から、『早見優の英会話』と表記していた局も多かった。

## 放送時間
いずれも日本標準時、中京テレビでの放送時間。
- 月曜 - 金曜 6:15 - 6:30 （1988年10月3日 - 1992年3月27日）
- 月曜 - 金曜 6:00 - 6:15 （1992年3月30日 - 1994年4月1日） - 6:30枠で放送されていた『おはようテレワッサン』の放送枠拡大に伴い、15分繰り上げ。

## 出演者
- 早見優
- キンダニー教授（演：早見優）
  - 早見が本人およびキンダニー教授の二役で登場する。ガリソンプーピー兄妹に英語（米語）を教える。
  - シチュエーション企画「雨木津家の人々」では、英語上手な嫁の役を演じている。
- ガリソン（声：ジェフ・マニング）[1]
  - 早見の生徒を務める兄妹の兄。暴走するボケ担当である。
  - 「雨木津家の人々」では早見の不良な義弟（夫の弟）・ガリ夫を演じていた。恋人・マリーとは婚約している。実家では、早見が（彼に英語を教える）家庭教師を務める。
- プーピー（声：ジェリー・ソーレス）[1]
  - 早見の生徒を務める兄妹の妹。兄に対する突っ込み担当である。
  - 「雨木津家の人々」では早見の姑（夫の母）・ピー娘を演じていた。この家は名家らしくガリ夫を真面目に教育させたがっている事から、早見に生活を含めた家庭教師を一任する。本編でもピー娘に似ている演歌歌手「プー・ピー子」が登場した。
- ボケット
  - 番組のレギュラーだが、生徒なのかは不明である。
  - 「雨木津家の人々」では早見の夫・ポケ男を演じている。本編共々あまり存在感が無い。

### スペシャル版
- マッハ文朱
- 大場久美子
- 斉藤ゆう子
- 横山ノック
- 和田アキ子
- 大村崑
- 大野しげひさ
- 城戸真亜子
- 高見恭子
- 藤吉久美子
- 川島なお美
- ハイヒールリンゴ
- ハイヒールモモコ

## ネット局
ローカルセールス枠のため地域によって放送時間が異なり、中には日本テレビ系列にもかかわらず放送を見送ったり、打ち切った局もあった。特に、クロスネット局では鹿児島テレビ以外での放送がなかった。
以下、呼称・略称は本放送終了時点のもの。
| 放送対象地域  | 放送局                | 系列           | 備考              |
| ------------- | --------------------- | -------------- | ----------------- |
| 中京広域圏    | 中京テレビ（CTV）     | 日本テレビ系列 | 製作局            |
| 北海道        | 札幌テレビ（STV）     | 日本テレビ系列 | [ 注 1 ] [ 注 2 ] |
| 岩手県        | テレビ岩手（TVI）     | 日本テレビ系列 | [ 注 3 ]          |
| 宮城県        | ミヤギテレビ（MMT）   | 日本テレビ系列 |                   |
| 秋田県        | 秋田放送（ABS）       | 日本テレビ系列 |                   |
| 山形県        | 山形放送（YBC）       | 日本テレビ系列 |                   |
| 関東広域圏    | 日本テレビ（NTV）     | 日本テレビ系列 | [ 注 4 ] [ 注 5 ] |
| 新潟県        | テレビ新潟（TNN）     | 日本テレビ系列 |                   |
| 静岡県        | 静岡第一テレビ（SDT） | 日本テレビ系列 |                   |
| 富山県        | 北日本放送（KNB）     | 日本テレビ系列 | [ 注 6 ]          |
| 石川県        | テレビ金沢（KTK）     | 日本テレビ系列 | [ 注 7 ]          |
| 近畿広域圏    | よみうりテレビ（YTV） | 日本テレビ系列 |                   |
| 香川県 岡山県 | 西日本放送（RNC）     | 日本テレビ系列 |                   |
| 広島県        | 広島テレビ（HTV）     | 日本テレビ系列 | [ 注 2 ]          |
| 高知県        | 高知放送（RKC）       | 日本テレビ系列 |                   |
| 福岡県        | 福岡放送（FBS）       | 日本テレビ系列 |                   |
| 長崎県        | 長崎国際テレビ（NIB） | 日本テレビ系列 |                   |
| 鹿児島県      | 鹿児島テレビ（KTS）   | フジテレビ系列 | [ 注 8 ]          |

## ディスコグラフィ
- 1.2.3.4 アメリカン・キッズ〜早見優のアメリカンキッズ（1990年2月7日、トーラスレコード、収録時間：12分）
- 早見優のアメリカン・キッズ（1992年12月16日、東芝EMI、収録時間：55分）

## 関連書籍
いずれもグループ・アメリカンキッズ編、日本英語教育協会出版。
- 早見優のアメリカンキッズ 今日のひと言集 1 友だちホメホメ編（1989年5月、ISBN 4-8177-8121-1）
- 早見優のアメリカンキッズ 今日のひと言集 2 元気ムキムキ編（1989年5月、ISBN 4-8177-8122-X）
- 早見優のアメリカンキッズ 今日のひと言集 3 ジョイジョイ編（1989年5月、ISBN 4-8177-8123-8）
- 早見優のアメリカンキッズ 今日のひと言集 4 お願いハイハイ編（1991年5月、ISBN 4-8177-8124-6）
- 早見優のアメリカンキッズ 今日のひと言集 5 しあわせルンルン編（1991年5月、ISBN 4-8177-8125-4）
- 早見優のアメリカンキッズ 今日のひと言集 6 ピシッとキメキメ編（1991年5月、ISBN 4-8177-8126-2）

## 備考
フジテレビの『とんねるずのみなさんのおかげです』でパロディネタにされていたことがあり、同番組で「タカ子姉さんのメリケンキッズ」というコーナーが行われていた。早見は同コーナーを好意的に思っており、後に本家である本番組からオリジナルTシャツが贈られてスタジオセットの壁に飾られていた。
ガリソンとプーピーの声がピンクの電話のコンビに似ていると指摘されたことがあり、実際にガリソンを竹内都子が、プーピーを清水よし子がアテレコした映像が作られた。
ガリソンとプーピーは『お笑いマンガ道場』のキャラクター・りゅうのすけと共に中京テレビのマスコット的な扱いを受けており、後続番組『おはようテレワッサン』ではキャスターの後ろにガリソンとプーピーのぬいぐるみを置いていた時期がある。